# Hydatostega albomaculatus
Hydatostega albomaculatus är en tvåvingeart som först beskrevs av Van Duzee 1926.  Hydatostega albomaculatus ingår i släktet Hydatostega och familjen styltflugor.
Artens utbredningsområde är Manitoba. Inga underarter finns listade i Catalogue of Life.